# Chinuclidina
La chinuclidina o 1-azabiciclo[2.2.2]ottano è un'ammina terziaria alifatica a gabbia biciclica, dove l'atomo di azoto è posto a testa di ponte. L'altra testa di ponte è l'atomo di carbonio in posizione 4; entrambe le teste di ponte sono poi unite da tre ponti etilenici (-CH2−CH2-) e la formula molecolare si può quindi riassumere come HC(CH2CH2)3N.
La sua struttura è parte di quella del chinino, che è un alcaloide ed un principio attivo antimalarico che si ricava dalla corteccia della pianta andina Cinchona, da cui si origina il suo nome. È anche parte significativa della struttura molecolare di alcuni farmaci antimicrobici.

## Proprietà
La chinuclidina è una sostanza termodinamicamente stabile, ΔHƒ° = -55,1±1,2 kJ/mol, ed è una molecola è discretamente polare (μ = 1,20 D).
In forma pura si presenta come cristalli incolori, ma di solito giallognoli in campioni commerciali, poco solubili in acqua, che fondono a 156 °C; tuttavia, la chinuclidina è volatile e sublima facilmente anche a temperatura ambiente; è solubile in alcool, etere e solventi organici in genere.
La struttura a gabbia della chinuclidina conferisce rigidità alla molecola e lascia esposto l'atomo di azoto con il suo doppietto libero, situato in un orbitale ibrido sp3, come nelle altre ammine alifatiche terziarie ma, a differenza di queste ultime, senza possibile ingombro sterico davanti ad esso (front strain). Questo conferisce alla molecola notevole carattere basico, che risulta superiore alla maggior parte delle ammine semplici: per l'acido coniugato (ione chinuclidinio) si ha infatti pKa = 11,15, (10,72 per la trietilammina e 9,80 per trimetilammina).
L'affinità protonica, una misura intrinseca di basicità in fase gassosa, per la chinuclidina ammonta a 983,3 kJ/mol: anche in fase gassosa è una base lievemente migliore rispetto a Et3N e Me3N (981,8 e 948,9 kJ/mol, rispettivamente). La chinuclidina ha un potenziale di ionizzazione di 7,5 eV, un valore in linea con quello della trietilammina (7,53±0,10 eV).

## Reattività
La chinuclidina reagisce con agenti alchilanti, come lo ioduro di metile, dando i corrispondenti sali di ammonio quaternario:
HC(CH2CH2)3N  +  CH3-I  →  [HC(CH2CH2)3N+–CH3] [I−]
Come le corrispondenti ammine terziarie acicliche, la chinuclidina reagisce facilmente con gli acidi di Lewis dando addotti, ad esempio con il trifluoruro di boro:
HC(CH2CH2)3N  +  BF3  →  HC(CH2CH2)3N+–−BF3          [ΔHr° (in CH2Cl2) = -150 kJ/mol]
Per reazioni esattamente analoghe, ma con Et3N e Me3N come basi, i valori di ΔHr° sono -136 kJ/mol e -140 kJ/mol, rispettivamente; questo implica che la chinuclidina sia una base di Lewis un po' più forte di entrambe e che però l'ordine di basicità di Et3N e Me3N in acqua si inverte nei confronti di BF3. Tuttavia, con trimetilborano (BMe3) come acido di Lewis, parecchio più debole di BF3 e più ingombrato, la chinuclidina risulta di gran lunga più basica della trietilammina:
HC(CH2CH2)3N  +  BMe3  →  HC(CH2CH2)3N+–−BMe3          [ΔHr° = -84 kJ/mol]
Et3N  +  BMe3  →  Et3N+–-BMe3          [ΔHr° = -42 kJ/mol]
La chinuclidina reagisce con acqua ossigenata o perossidi dando il corrispondente N-ossido:
HC(CH2CH2)3N  +  [O]  →  HC(CH2CH2)3N+–O−
Questo risulta essere stabile rispetto a reazioni di apertura d'anello e, sottoposto a pirolisi, mostra solo deossigenazione. Questo N-ossido è una molecola molto più polare della chinuclidina, in quanto N-ossido alifatico è previsto che il suo momento di dipolo sia compreso tra 4,5 e 5,0 D. Non avendo idrogeni uniti ad atomi molto elettronegativi, è anche una molecola aprotica e il suo uso come solvente polare aprotico è stato suggerito in generale ed anche in sostituzione dell'esametilfosforammide, che è sospettata essere pericolosa per la salute.
Una struttura analoga alla chinuclidina, ma con un altro azoto al posto del carbonio 4, è l'1,4-diazabiciclo[2.2.2]ottano (DABCO), un catalizzatore basico, usato in polimerizzazioni e un ottimo nucleofilo, pur essendo parecchio meno basico della chinuclidina: per il suo acido coniugato si ha un pKa di 8,7.